# Spielvereinigung Herten 07
Il Spielvereinigung Herten 07 è stato un club tedesco di hockey su pista fondato nel 1912 ed avente sede a Herten nel land della Renania Settentrionale-Vestfalia.
Nella sua storia ha vinto 9 campionati nazionali.
Ha cessato l'attività nel 2000.

## Palmarès

### Titoli nazionali
9 trofei
- Campionato tedesco: 9
  - 1951, 1955, 1956, 1957, 1961, 1964, 1965, 1970, 1979